# 长临高速公路
长治-临汾高速公路，简称长临高速，是国家高速G22（青兰高速公路）中重要的一段，同时也是山西省规划的高速公路网“三纵十二横十二环”公路主骨架中第十横的重要组成部分，起点是长治市屯留县的崔邵村，终点是临汾市襄汾县的南辛店，经过两市（长治市、临汾市）、六县（屯留县李高乡、长子县鲍店镇、屯留县丰宜镇、临汾市安泽县良马乡、安泽县城、府城镇、古县旧县镇、洪洞县曲亭镇)，一区（临汾市尧都区、县底镇），高速东接G22青兰高速公路长邯高速段，西接G22青兰高速公路临吉高速段，全线长166.234公里。

## 进展情况
1、山西长临高速公路有限责任公司成立（2004年）
山西长临高速公路有限责任公司是山西省政府于2004四年元月九日（晋政函[2004]6号）直接授权批准成立的。授权内容为“该公司对长治至临汾高速公路进行建设、运营、养护、管理。公路建成后，收取车辆通行费”。随即山西省交通厅于二零零四年元月十七日（晋交规划字[2004]31号）也给予了授权。公司于二零零四年五月十四日在山西省工商行政管理局正式登记注册完毕。经营范围：“长临高速公路的投资建设、运营、养护及管理”。

2、长临高速公路施工图设计通过省厅评审（2011年）
2011年9月22日，山西省勘院牵头承担的国家高速公路网青岛至兰州公路山西境长治至临汾段高速公路施工图设计评审会在太原举行。厅总工程师郜玉兰出席了会议，厅有关处室、省公路局、省高管局及咨询单位和省内专家参加会议。与会领导和专家一致认为：各项工程方案较为合理，主要技术指标符合部颁标准、规范规定，同意通过施工图设计评审。

3、长临高速公路将于今年6月开工建设 工期3年，长治市境内建设里程为41公里 （2013-03-20）
长治日报 记者闫婷婷报道：日前，记者了解到，长（治）临（汾）高速公路将于今年6月开工建设，目前正在紧张进行开工前的征地、拆迁、招标等准备工作。
长临高速全长166公里，是国家“7918”高速公路网青岛至兰州高速公路及山西省“三纵十二横十二环”高速公路规划的重要组成部分，也是中国中西部地区的出海干线公路。起点位于长治市屯留县崔邵村，与太长、长邯高速公路相接，途经长治市屯留、长子和临汾市安泽县、古县、洪洞、尧都区、襄汾县，终点位于襄汾县北陈，与大运、临吉高速相接。长临高速建设工期3年，在长治市境内建设里程为41公里，建成通车后，将对长治市广大群众交通出行条件的改善和经济社会发展起到积极的推动作用。
在3月19日长治市召开的长临高速建设协调会上，市交通、国土、公安、林业等部门及长子、屯留两县负责人，就长临高速建管处工作进展中遇到的问题一一进行协调解决。副市长陈鹏飞要求，各相关部门要增进理解、相互配合、跟踪落实，真正为高速公路建设提供良好服务环境，确保各类问题第一时间得到有效解决。

4、长治至临汾高速公路正式开工 建成后通车只需1.5小时（2015-01-13）
省级重点工程——长治到临汾高速公路今天正式开工建设。
长临高速是山西省南部又一条东西向交通大动脉，全长166公里，起点位于长治市屯留县，与太长、长邯高速公路相接，终点到达临汾市襄汾县，与大运、临吉高速公路相连。
全线计划2016年建成。通车后，将大大缩短长治与临汾两地之间的距离，原先需要三个小时的路程，届时一个半小时就可以到达。该高速公路是山西省高速公路网“三纵十二横十二环”公路主骨架中第九横的重要组成部分，全长166.234公里，项目建设工期计划为3年，采取BT模式建设，由山西路桥集团公司承建，将于2016年6月建成通车。“长治与临汾之间目前有国道相连接，从长治市区到临汾市区需要两个多小时。长临高速修通后，这一时间可以大大缩短。”山西省交通运输厅有关人士表示，长治至临汾高速公路是连接晋东南以及晋南区域的一条长距离高速通道，该高速起点接长邯高速公路，终点接已建成的临吉高速公路，路线和桥隧比例为19.68%，途经长治市境内的屯留、长子和临汾市境内的安泽、古县、洪洞、尧都区、襄汾共两市七个县区。概算批复总投资为103.0725亿元。长临高速是国家高速G22青兰高速中的重要一段，建成通车后对长治、临汾两市经济发展和交通出行将起到重要的推动作用。
对于临汾市来说，长临高速是该市公路交通建设史上投资额较大、线路最长的一条高速公路。随着临吉、临汾北环等高速公路的通车，长临高速将成为临汾外环高速路网联结的最后一环。该高速建成后，临汾外环高速将全线闭合，大大改善临汾的交通条件和投资环境。
从全山西省乃至全中国来看，长临高速对于完善国家及山西省高速公路网，发挥中西部地区资源优势，加强中国东、中、西部地区之间的联系和互补，促进区域经济协调发展都具有十分重要的意义。该项目的建成，将使山西省中南部地区的能源资源向华北、华中地区输送，并且将极大地提高长治、临汾两市的辐射功能，推进沿线经济带的形成。

## 施工概况
主要工程量：路基工程挖方1955.6万方、填方1930.3万方，排水防护工程107.4万方，沥青混凝土路面2795.6千平米，特大桥3383.0m/3座，大桥16238.5m/62座，中桥1040.8m/12座，小桥107.0m/5座，涵洞193道，通道158道，互通式立体交叉7处，枢纽2处，分离式立体交叉19处，天桥50座，隧道17771m/6座（单洞长），连接线31.856公里，停车区2处，服务区3处，概算批复总投资为103.0725亿元。  
全线按双向四车道高速公路标准设计，设计时速为100公里/小时，主线路基宽度为26米，桥涵设计载荷等级采用公路一1级，路基、大中桥、小桥涵设计洪水频率为1/100，特大桥设计洪水频率1/300。全线桥隧比例19.68%。共征用土地1208.21公顷，拆迁房屋34440平方米。  
本项目采用BT方式建设，建设工期为3年。